# Présentation du numéro
Pour les articles homonymes, voir CID.

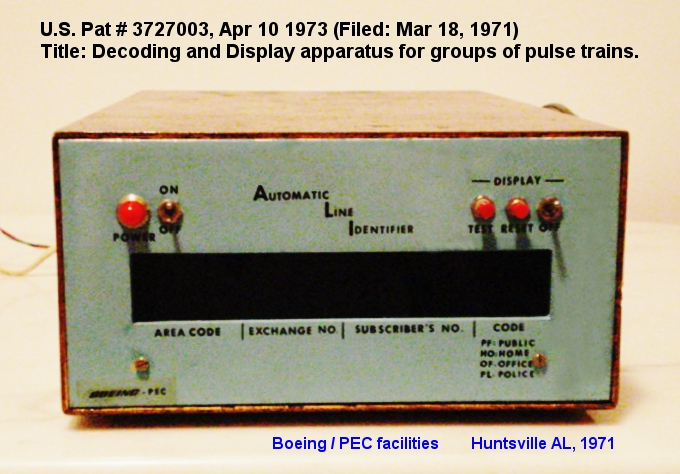
Le premier présentateur d'appel

La présentation du numéro ou identification de l'appelant (en anglais : Caller ID ou CID) est un service téléphonique qui fournit à la personne appelée le numéro de téléphone de la personne appelante. Le numéro peut être affiché sur l'écran du téléphone ou sur un appareil à part. Parfois, l'identité en toutes lettres de l'appelant peut être fournie en complément du numéro, via un système d'annuaire inversé.
La présentation du numéro peut notamment servir à se prémunir des canulars, du démarchage ou du harcèlement téléphoniques.

## Technique
Les techniques employées pour la présentation du numéro diffèrent selon le type de réseau téléphonique considéré.

### Sur le réseau fixe analogique
Sur le réseau téléphonique fixe analogique, le commutateur téléphonique fournit le numéro de l'appelant à l'appareil récepteur sous forme de données numériques avant que la personne appelée ne décroche, au moment des sonneries. Cependant, le moment précis où la transmission a lieu diffère selon les pays, et même selon les régions :
- en Amérique du Nord et dans de nombreux autres pays[réf. nécessaire], les données sont transmises entre la première et la deuxième sonnerie ;
- en Grande Bretagne, les données sont transmises avant la première sonnerie, après une inversion de polarité de la ligne.

De même, la modulation numérique utilisée diffère :
- modulation Bell 202 en Amérique du Nord ;
- modulation V.23 ;
- autre type de modulation par déplacement de fréquence (FSK) ;
- codes DTMF.

En France, sur le réseau de France Télécom, les données d'identification sont émises entre la première et la deuxième sonnerie (si le téléphone est raccroché), selon la spécification V.23 (FSK à phase continue, 1200 bit/s, mark à 1 300 Hz, space à 2 100 Hz). Les données comprennent la date et l'heure, le numéro appelant, ou éventuellement la raison de non-présentation du numéro. Une variante transmet le nom de l'abonné.
Ce dispositif a été mis en service en France le 1er septembre 1997, uniquement pour les abonnés raccordés à un commutateur téléphonique électronique de type temporel, les systèmes électroniques de types spatiaux ne le prenant pas en charge. 
En interne à France Télécom, le service est dénommé « présentation de l'identité du demandeur » (PID), la terminologie « présentation du numéro » n'étant que la dénomination commerciale. 
L'appelant peut toutefois masquer son numéro de téléphone en le faisant précéder du 3651 ; toutefois, certaines lignes téléphoniques classées prioritaires comme celles du SAMU, peuvent dévoiler le numéro de l'appelant, même si celui-ci a souhaité masquer son identité par la numérotation du 3651.

### Sur les réseaux RNIS
En France, le réseau numérique à intégration de services (RNIS), commercialisé sous le nom Numéris, est ouvert au réseau téléphonique commuté public en 1988. Il utilise les mêmes cœurs de chaîne des mêmes commutateurs téléphoniques électroniques de type temporel que les abonnés téléphoniques analogiques, mais il est pourvu de cartes d'abonnés spécifiques où les transmissions s'effectuent depuis l'abonné Numéris jusqu'au centre téléphonique. Dès le lancement du service, la présentation de l'identité de l'appelant des autres abonnés Numéris est incluse.

### Sur les réseaux mobiles
La norme GSM prévoit un service de présentation du numéro, appelé Calling Line Identification Presentation (CLIP). Les réseaux de téléphonie mobile plus récents (UMTS, LTE) permettent aussi un affichage sur l'écran du téléphone appelé du  numéro appelant (fixe ou mobile), sauf si l'appelant demande l’anonymat de l'appel.